# Sommet de Finiels
Le sommet de Finiels (1 699 m) est le point culminant du mont Lozère, chaîne montagneuse s'étendant de Florac à Villefort, dans le sens est-ouest, et du Bleymard au Pont-de-Monvert dans le sens nord-sud.

## Géographie

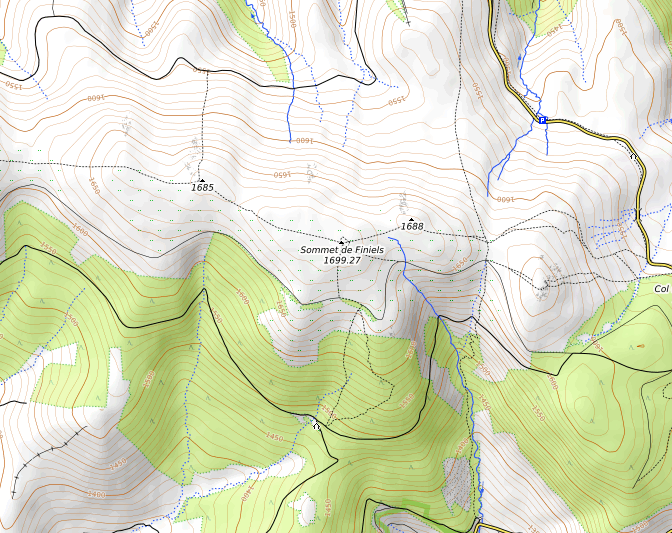
Carte topographique.

Dans le parc national des Cévennes, il est également le point culminant de la Lozère et des Cévennes, devant le mont Aigoual (1 565 m), situé à la limite Gard-Lozère.
La position et l'altitude de ce point permettent par temps très clair de voir la chaîne des Alpes à l'est, la mer Méditerranée au sud et le Plomb du Cantal au nord-ouest.

## Randonnée
C'est une arrivée, ou un point d'arrêt, pour de nombreuses randonnées au travers du mont Lozère.
Le GR70 (chemin de Stevenson), dont le départ de l'étape est au Bleymard et le sentier des Pelouses dont le départ est au col de Finiels passent à proximité, et l'on peut monter au sommet en suivant les crêtes. Le sentier de Mallevrière, au départ de Finiels, est quant à lui balisé jusqu'au sommet.

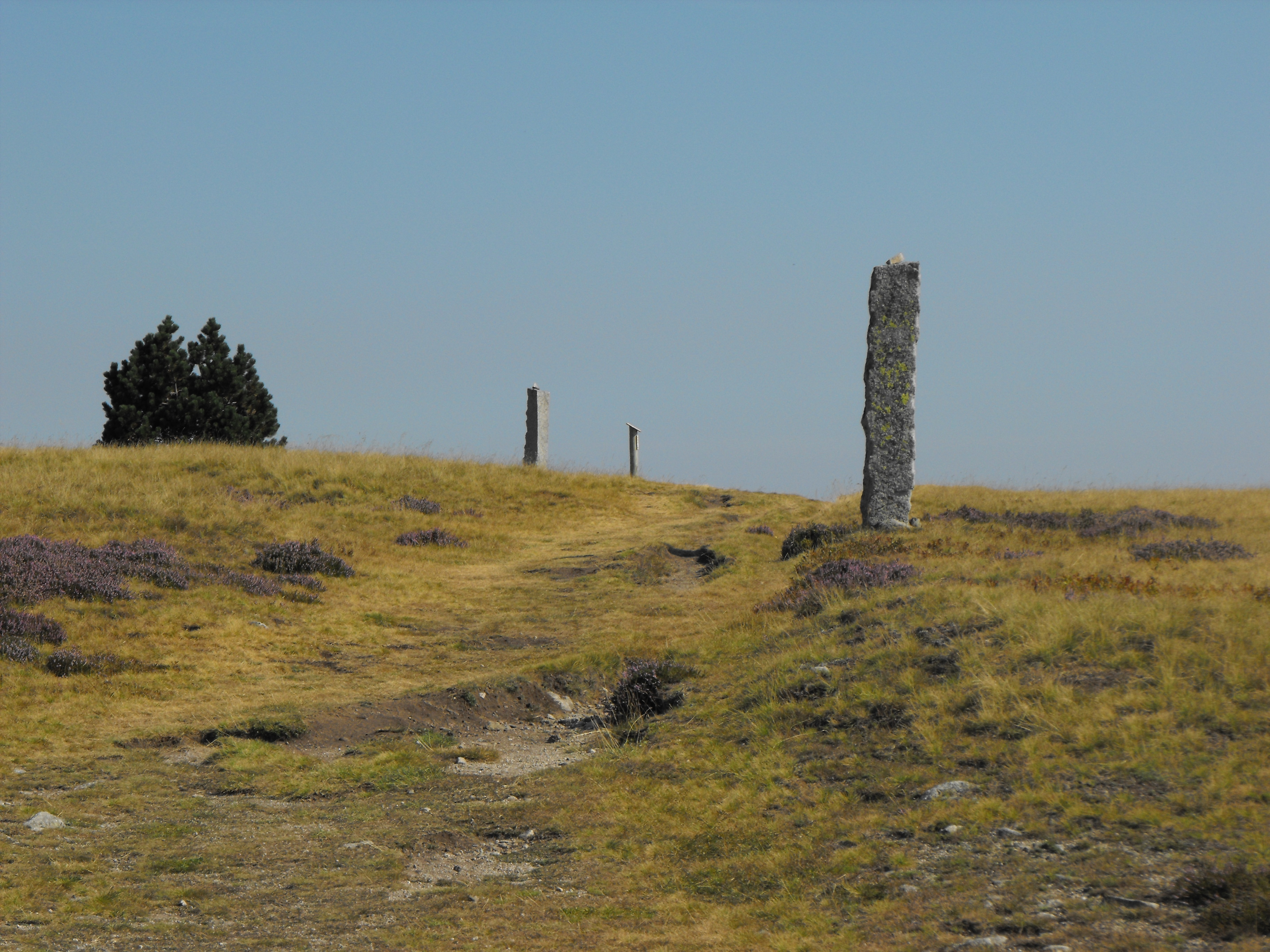
Montjoies sur le mont Finiels
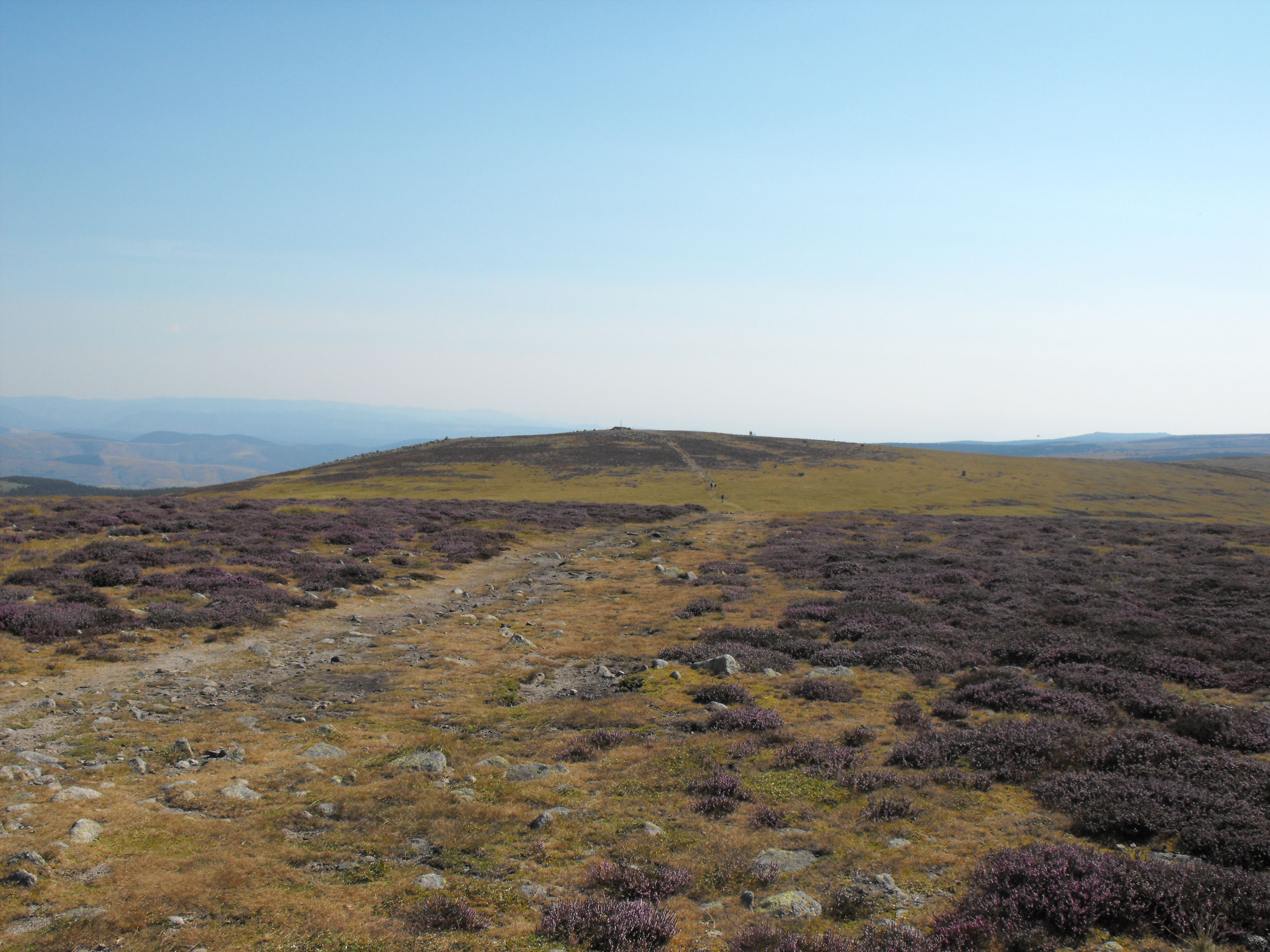
Bruyères à perte de vue
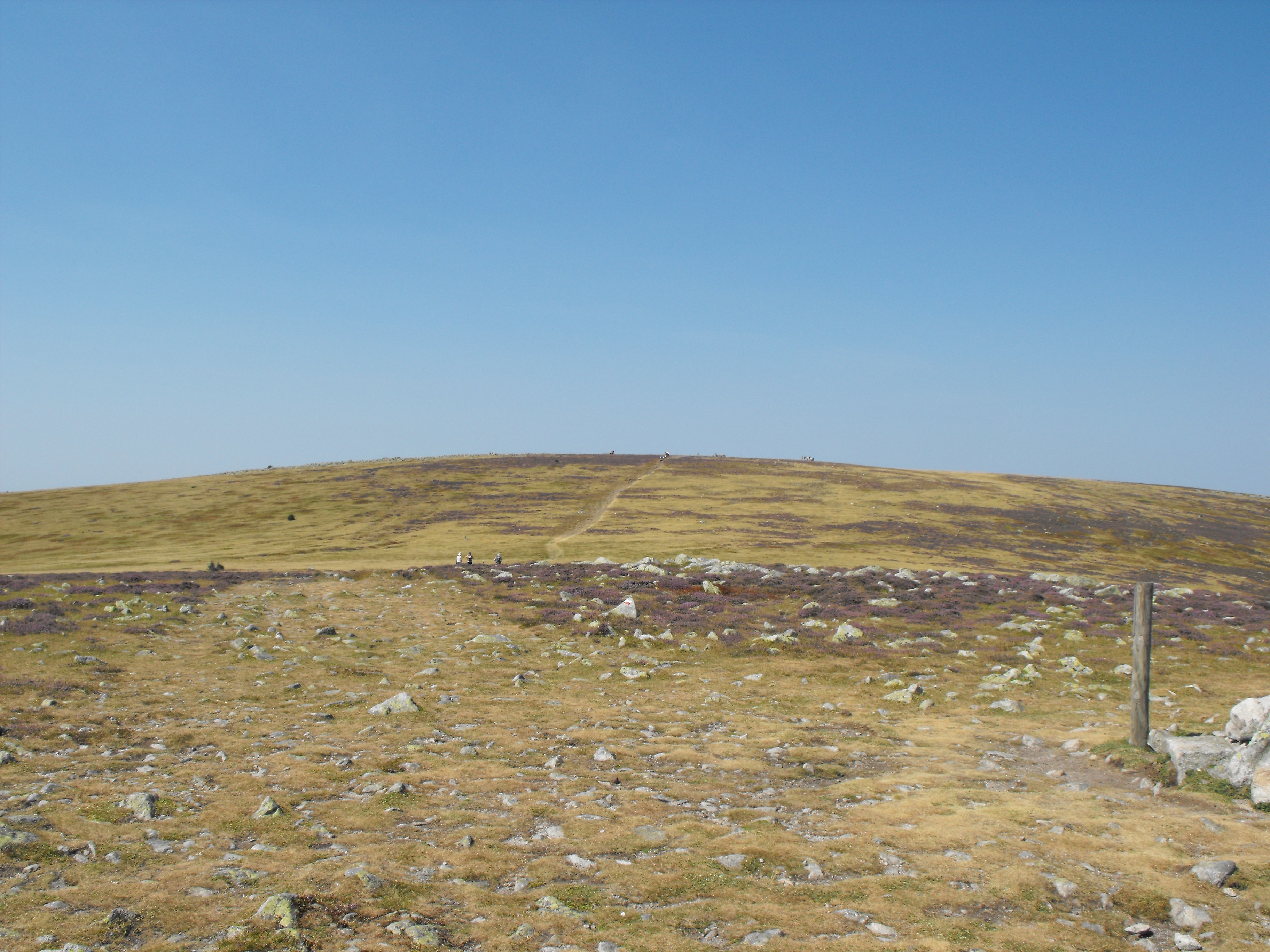
Le plateau
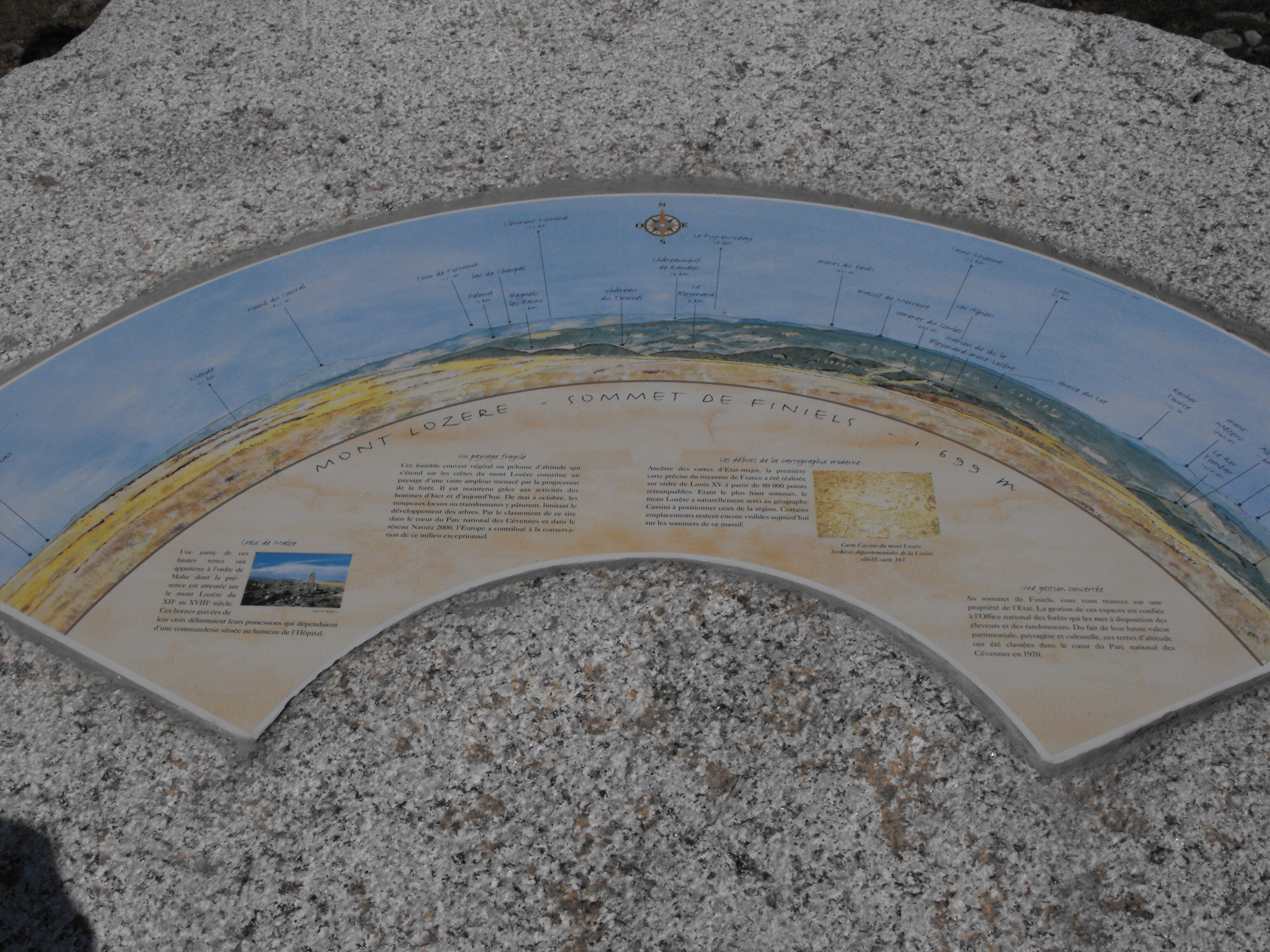
La marque du sommet